# Indoramin
Az indoramin perifériás hatású  α-adrenoreceptor blokkoló(en) vérnyomáscsökkentő gyógyszer.